# Onciale 0247
- Papyrus
- Onciale
- Minuscules
- Lectionnaire

Le Codex 0247 (dans la numérotation Gregory-Aland), est un manuscrit du Nouveau Testament sur parchemin écrit en écriture grecque onciale.

## Description
Le codex se compose de deux folios. Il est écrit en deux colonnes par page, de 36 lignes par colonne. Les dimensions du manuscrit sont 29 x 23 cm,. Les paléographes datent ce manuscrit du VIe siècle. C'est un palimpseste, le texte superposé est en copte.
C'est un manuscrit contenant le texte de la Première épître de Pierre (5,13-14) et de la Deuxième épître de Pierre (1,5-8.14-16; 2,1).
Le texte du codex représenté est de type alexandrin. Kurt Aland le classe en Catégorie II.
Lieu de conservation
Il est conservé à la John Rylands Library (P. Copt. 20) à Manchester,.